# Louis Dugauguez
Louis Dugauguez, quelquefois surnommé Monsieur Louis, né le 21 février 1918 à Thénac (Charente-Inférieure) et mort le 22 septembre 1991, est un footballeur français devenu entraîneur.

## Biographie
Né en 1918,, Instituteur et international amateur, Louis Dugauguez, joue en club en amateurs pour Bully, Béthune, Lens, Toulouse et Carvin. Il rejoint le club de Sedan en 1948. Il est entraîneur-joueur de 1948 à 1952 puis seulement entraîneur. Il reste en poste comme entraîneur du club jusqu'en 1973. 
Monsieur Louis a participé au succès sportif des Sangliers. Avec Sedan, Dugauguez remporte deux Coupes de France en 1956 et 1961. 
En parallèle de sa carrière en club, il est également entraîneur national et s'occupe des juniors et des espoirs avant d'être appelé à la tête de l'équipe de France A le 17 septembre 1967, succédant à Just Fontaine. Après un brillant succès en Pologne, les résultats des Bleus sont décevants et Dugauguez démissionne quelques jours avant le match amical contre l'Angleterre à Wembley le 12 Mars 1969. Il est remplacé par Georges Boulogne à la tête de l'équipe nationale. Il revient à son club de Sedan, qu'il entraîne jusqu'en 1974, date de descente en deuxième division.
Louis Dugauguez meurt à 72 ans, le 22 septembre 1991, à Sedan.

## Hommage
Le stade du CSSA (Sedan), à Sedan, porte aujourd'hui son nom : stade Louis-Dugauguez.

## Palmarès
Coupe de France (2)
- Vainqueur en 1956 et 1961 avec l'UA Sedan Torcy